# Orbiting Carbon Observatory
Az Orbiting Carbon Observatory (OCO, azaz Keringő Szén-obszervatórium) amerikai környezetvédelmi műhold, mellyel a globális felmelegedést okozó legfontosabb gáz, a szén-dioxid eloszlását mérték volna fel a Föld légkörében. A műhold indítása sikertelen volt. A Taurus hordozórakéta orrkúpja nem vált le, de tudományos fontossága miatt másodpéldányának indítását tervezik 2013. februárjában.
Fedélzetén három, nagy felbontású spektrométer mérte volna a széndioxid és az oxigén közeli infravörösben mérhető abszorbcióját, így megtalálhatóak lett volna a széndioxid legnagyobb kibocsátói és elnyelői. (A szén kibocsátóit nagyjából ismerjük, a globálisan elnyelt mennyiség mintegy fele valahol a közepes földrajzi szélességek ismeretlen helyein elnyelődik.) A korábbi eszközökkel szemben, melyek csak körülbelül 10 km magasságig láttak be a föld légkörébe, az OCO a gyakorlatilag a földfelszínig látott volna.
A műhold része lett volna a 690 km magasan, pólus-közeli napszinkron pályán működő A-Train műholdrendszernek, melyben a holdak közös pályán, pár perccel egymás után haladva keringenek el a Föld felett, így a Föld minden pontjáról pontról majdnem egyszerre nagyon sok adat tudható meg. A rendszer többi műholdja az Aqua, a CloudSat, a CALIPSO, a Parasol, a tervezett Glory és az Aura.

## Külső hivatkozások
- Frey, Sándor: Februárban indulhat az OCO. Űrvilág.hu, 2008. december 23. (Hozzáférés: 2009. február 18.)
- Werner, Debra: New NASA Carbon Probe to Help Track Climate Change (angol nyelven). SPACE.com, 2009. február 18. (Hozzáférés: 2009. február 18.)